# Sabanilla (Messico)
Sabanilla è un comune messicano, nello Stato del Chiapas. Conta 29 889 abitanti secondo le stime del censimento del 2020.

Dal 1983, in seguito alla divisione del Sistema de Planeación, è ubicata nella regione economica VI: SELVA.